# Norbert Reithofer
Dr. - Ing. Norbert Reithofer, född 28 maj 1956, tysk företagsledare, sedan 1 september 2006 chef för BMW Group
Reithofer har arbetet inom BMW sedan 1987. Han har bland annat varit teknisk direktör på BMW:s fabrik i Sydafrika och chef för BMW Manufacturing Corporation i USA. Från 2000 hade Reithofer ansvaret för produktionen och utsågs 2006 som efterträdare till Helmut Panke.